# Platygaster indefinita
Platygaster indefinita är en stekelart som beskrevs av Peter Neerup Buhl 2006. Platygaster indefinita ingår i släktet Platygaster och familjen gallmyggesteklar. Arten är reproducerande i Sverige. Inga underarter finns listade i Catalogue of Life.